# Malaincourt-sur-Meuse
Malaincourt-sur-Meuse ist eine französische Gemeinde mit 49 Einwohnern (Stand: 1. Januar 2022) im Département Haute-Marne in der Region Grand Est (bis 2015 Champagne-Ardenne). Die Gemeinde gehört zum Arrondissement Chaumont und zum 2017 gegründeten Gemeindeverband Meuse Rognon. Die Bewohner nennen sich Levécourtois.

## Geografie
Die Gemeinde Malaincourt-sur-Meuse liegt in der Landschaft Bassigny nahe der oberen Maas, etwa 37 Kilometer östlich der Départements-Hauptstadt Chaumont und 34 Kilometer westsüdwestlich von Vittel. Das 3,86 km² umfassende Gemeindegebiet ist von zwei in West-Ost-Richtung verlaufenden Höhenrücken geprägt, die im Westen zum Maastal abfallen. Zwischen den Höhenrücken, die über 400 m über Meereshöhe erreichen, fließt der Ruisseau de Malaincourt nach Westen zur zwei Kilometer vom Dorf Malaincourt entfernten Maas. Abseits der Flussaue des Ruisseau de Malaincourt und dessen Nebenfluss Ruisseau des Aulnaies besteht die Landschaft aus sanften, teils bewaldeten Hügeln. Der höchste Punkt in der Gemeinde ist der 501 m über Meereshöhe gelegene Le Neuillon an der östlichen Gemeindegrenze. Neben den bewaldeten Hanglagen und Auwaldresten gibt es im Norden und Süden der Gemeinde kleinere Forstgebiete (Bois de la Montagne, Bois du Four, Bois Brûlé, Bois de la Charme). Umgeben wird Malaincourt-sur-Meuse von den Nachbargemeinden Brainville-sur-Meuse im Norden, Graffigny-Chemin im Osten, Chaumont-la-Ville im Südosten, Doncourt-sur-Meuse im Südwesten sowie Hâcourt im Westen.

## Ortsname
Die ursprünglich Malaincourt genannte Gemeinde bekam 1925 den Namenszusatz -sur-Meuse (an der Maas), um sie von der 15 Kilometer nordöstlich gelegenen Gemeinde Malaincourt zu unterscheiden.

## Bevölkerungsentwicklung
| Jahr      | 1962 | 1968 | 1975 | 1982 | 1990 | 1999 | 2006 | 2014 | 2021 |
| Einwohner | 85   | 75   | 74   | 81   | 74   | 52   | 59   | 57   | 48   |

Im Jahr 1831 wurde mit 219 Bewohnern die bisher höchste Einwohnerzahl ermittelt. Die Zahlen basieren auf den Daten von cassini.ehess und INSEE.

## Sehenswürdigkeiten

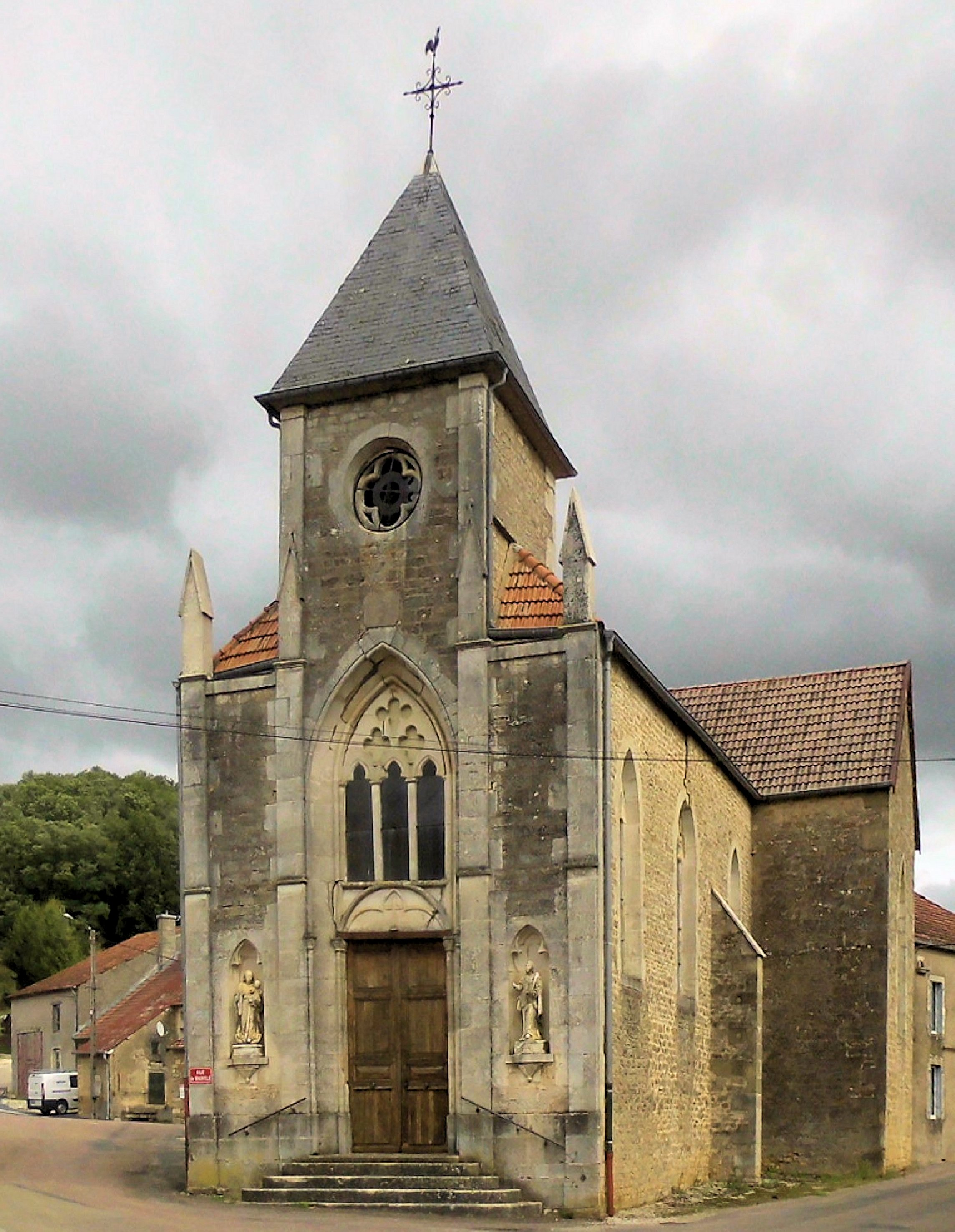
Kirche Saint-Loup

- Kirche Saint-Loup (St. Lupus)
- Brunnen
- zwei Wegkreuze

## Wirtschaft und Infrastruktur
Malaincourt-sur-Meuse ist bäuerlich geprägt. In der Gemeinde sind drei Landwirtschaftsbetriebe im Haupterwerb tätig (Rinderzucht, Milchviehhaltung).
Vier Kilometer westlich von Malaincourt-sur-Meuse verläuft die Fernstraße D74 von Neufchâteau nach Langres; sieben Kilometer östlich besteht ein Anschluss an die Autoroute A31. Zwei Kilometer westlich der Gemeinde verläuft die Bahnstrecke Culmont-Chalindrey–Toul am rechten Maasufer entlang – ohne Halt.

## Belege
1. ↑  Ortsname auf cassini.ehess.fr (französisch)
2. ↑  Malaincourt-sur-Meuse auf cassini.ehess
3. ↑  Malaincourt-sur-Meuse auf INSEE
4. ↑  Landwirtschaftsbetrieb auf annuaire-mairie.fr (französisch)